# Premio Hugo a la mejor revista profesional
Los Premios Hugo se otorgan cada año por la Sociedad mundial de ciencia ficción (World Science Fiction Society) a las mejores obras y logros del año anterior en el campo de la ciencia ficción o la fantasía. El premio, que anteriormente se denominó Science Fiction Achievement Award, actualmente recibe su nombre en honor a Hugo Gernsback, fundador de la revista pionera en la ciencia ficción Amazing Stories. El premio se ha descrito como «un excelente escaparate para la ficción especulativa» y «el premio literario más conocido para la literatura de ciencia ficción».
El Premio Hugo a la mejor revista profesional se otorgó anualmente a revistas editadas por profesionales relacionadas con la ciencia ficción o la fantasía, publicadas en inglés, y que hubieran publicado cuatro o más números con al menos uno de ellos publicado en el año anterior a la edición del premio. También se otorgan premios Hugo a revistas no profesionales en la categoría Mejor fanzine y a revistas semiprofesionales en la categoría Mejor semiprozine.
El premio a la mejor revista profesional fue uno de los que se otorgaron en la primera edición de los Premios Hugo, en 1953 y, con la excepción de 1954, se otorgó anualmente hasta 1972, cuando se retiró en favor de la recién creada categoría Mejor editor profesional. En la edición de 1957, la categoría se dividió entre revistas estadounidenses y británicas, una distinción que no se repitió en ningún otro año. Además de los premios Hugo regulares, a partir de 1996 se establecieron los Premios Hugo Retrospectivos, o «Retro Hugos», para ser otorgados por los 50, 75 o 100 años antes en los cuales no se otorgaron premios. Los Retro Hugo han sido otorgados en 2014 (1939), 2016 (1941), 1996 (1946), 2001 (1951), 2004 y (1954), pero solamente para la categoría de Mejor editor profesional, no a la categoría de mejor revista profesional.
Los nominados y los ganadores del Premio Hugo son elegidos anualmente por los miembros asistentes o afiliados a la Convención mundial de ciencia ficción (Worldcon) y la velada de presentación constituye su evento central. El proceso de selección se establece en la World Science Fiction Society Constitution como una votación por el sistema de segunda vuelta instantánea con cinco nominadas, o más en el caso de empates. Estas cinco publicaciones son las cinco más nominadas ese año por los miembros, sin límite en el número nominadas. Los premios de 1953 a 1956 y 1958 no incluyeron ningún reconocimiento a las revistas subcampeonas, pero desde 1959 se relacionan las cinco candidatas. Las nominaciones iniciales las realizan los miembros entre enero y marzo, y la lista definitiva de cinco nominaciones se realiza entre abril y julio, sujeta a cambios dependiendo de cuándo se celebre la Convención. Las Worldcon se llevan a cabo generalmente en agosto o principios de septiembre, y se llevan a cabo cada año en una ciudad diferente a lo largo de todo el mundo.

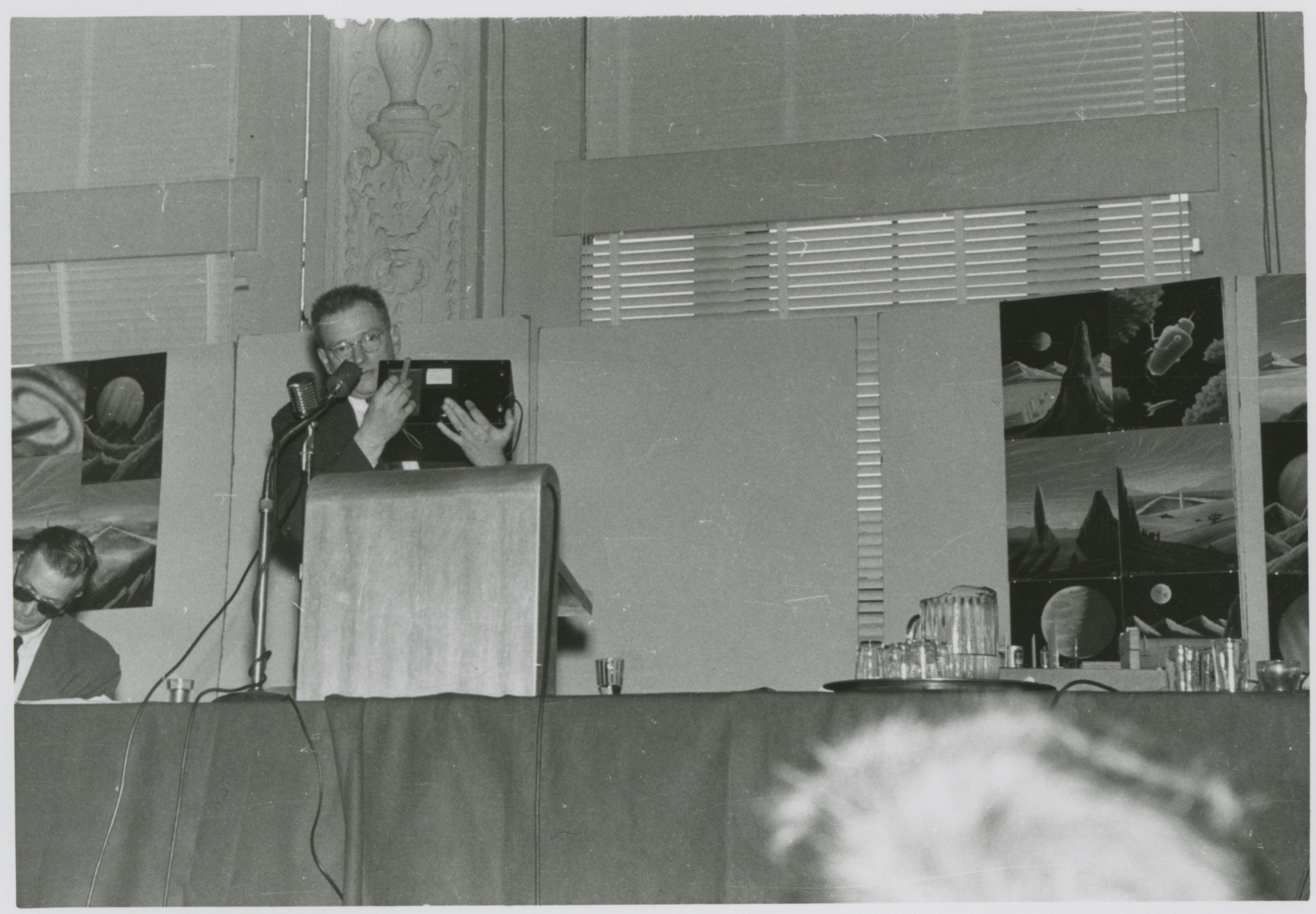
John W. Campbell en la 14ª Worldcon de 1956, donde Astounding Science-Fiction volvió a llevarse el Hugo a la mejor revista profesional.

Durante los diecinueve años en que se otorgaron premios en esta categoría, fueron nominadas doce revistas dirigidas por quince editores. De estas, sólo ganaron cinco revistas dirigidas por ocho editores. Astounding Science-Fiction/Analog Science Fact & Fiction y The Magazine of Fantasy & Science Fiction ganaron ocho veces, de dieciocho y quince nominaciones respectivamente. If ganó tres de cinco nominaciones, New Worlds ganó una de sus seis nominaciones (aunque su victoria fue en la categoría «Revista profesional británica» de 1957) y Galaxy Science Fiction ganó solamente una de sus quince nominaciones, la de la primera edición del premio en 1953. De las revistas que nunca ganaron, Amazing Stories fue nominada en ocho ocasiones, y Science Fantasy en tres. John W. Campbell recibió la mayor cantidad de nominaciones y premios, mientras fue editor de Analog Science Fact & Fiction, con dieciocho nominaciones y ocho premios. Edward L. Ferman y Robert P. Mills ganaron cuatro veces, mientras que Frederik Pohl ganó tres. Horace L. Gold recibió la segunda mayor cantidad de nominaciones, doce, mientras que Cele Goldsmith recibió el mayor número de nominaciones, diez, sin ganar ninguna por su trabajo en dos revistas distintas y fue la única mujer editora en ser nominada.

## Revistas ganadoras y nominadas
En la siguiente tabla, los años corresponden al de la fecha de la ceremonia, no al de publicación de la revista. Las entradas con un fondo azul y un asterisco (*) junto al nombre de la revista son las ganadoras del premio; las entradas con un fondo blanco son las nominadas en la lista corta. En 1957, año en que los premios se dividieron en «mejor revista profesional estadounidense» y «mejor revista profesional británica», en la columna del año se indica a qué categoría corresponden los premios y nominaciones. Astounding Science-Fiction y Analog Science Fact & Fiction es la misma revista; ninguna otra revista nominada cambió de nombre durante el período en que el premio estuvo activo.
  *   Ganadoras
| Año            | Revista                                    | Editor(es)                        | Ref.   |
| -------------- | ------------------------------------------ | --------------------------------- | ------ |
| 1953           | Astounding Science-Fiction*                | John W. Campbell, Jr.             | [ 10 ] |
| 1953           | Galaxy Science Fiction*                    | H. L. Gold                        | [ 10 ] |
| 1955           | Astounding Science-Fiction*                | John W. Campbell, Jr.             | [ 11 ] |
| 1956           | Astounding Science-Fiction*                | John W. Campbell, Jr.             | [ 12 ] |
| 1957 (EE. UU.) | Astounding Science-Fiction*                | John W. Campbell, Jr.             | [ 13 ] |
| 1957 (EE. UU.) | The Magazine of Fantasy & Science Fiction  | Anthony Boucher                   | [ 13 ] |
| 1957 (EE. UU.) | Galaxy Science Fiction                     | H. L. Gold                        | [ 13 ] |
| 1957 (EE. UU.) | Infinity Science Fiction                   | Larry T. Shaw                     | [ 13 ] |
| 1957 (R. U.)   | New Worlds*                                | Michael Moorcock                  | [ 13 ] |
| 1957 (R. U.)   | Nebula Science Fiction                     | Peter F. Hamilton                 | [ 13 ] |
| 1958           | The Magazine of Fantasy & Science Fiction* | Anthony Boucher y Robert P. Mills | [ 14 ] |
| 1959           | The Magazine of Fantasy & Science Fiction* | Anthony Boucher y Robert P. Mills | [ 15 ] |
| 1959           | Astounding Science-Fiction                 | John W. Campbell, Jr.             | [ 15 ] |
| 1959           | Galaxy Science Fiction                     | H. L. Gold                        | [ 15 ] |
| 1959           | Infinity Science Fiction                   | Larry T. Shaw                     | [ 15 ] |
| 1959           | New Worlds                                 | Michael Moorcock                  | [ 15 ] |
| 1960           | The Magazine of Fantasy & Science Fiction* | Robert P. Mills                   | [ 16 ] |
| 1960           | Amazing Stories                            | Cele Goldsmith                    | [ 16 ] |
| 1960           | Astounding Science-Fiction                 | John W. Campbell, Jr.             | [ 16 ] |
| 1960           | Galaxy Science Fiction                     | H. L. Gold                        | [ 16 ] |
| 1960           | Fantastic Universe                         | Hans Stefan Santesson             | [ 16 ] |
| 1961           | Analog Science Fact & Fiction*             | John W. Campbell, Jr.             | [ 17 ] |
| 1961           | Amazing Stories                            | Cele Goldsmith                    | [ 17 ] |
| 1961           | The Magazine of Fantasy & Science Fiction  | Robert P. Mills                   | [ 17 ] |
| 1962           | Analog Science Fact & Fiction*             | John W. Campbell, Jr.             | [ 18 ] |
| 1962           | Amazing Stories                            | Cele Goldsmith                    | [ 18 ] |
| 1962           | The Magazine of Fantasy & Science Fiction  | Robert P. Mills y Avram Davidson  | [ 18 ] |
| 1962           | Galaxy Science Fiction                     | H. L. Gold                        | [ 18 ] |
| 1962           | Science Fantasy                            | John Carnell                      | [ 18 ] |
| 1963           | The Magazine of Fantasy & Science Fiction* | Robert P. Mills y Avram Davidson  | [ 19 ] |
| 1963           | Analog Science Fact & Fiction              | John W. Campbell, Jr.             | [ 19 ] |
| 1963           | Fantastic                                  | Cele Goldsmith                    | [ 19 ] |
| 1963           | Galaxy Science Fiction                     | H. L. Gold                        | [ 19 ] |
| 1963           | Science Fantasy                            | John Carnell                      | [ 19 ] |
| 1964           | Analog Science Fact & Fiction*             | John W. Campbell, Jr.             | [ 20 ] |
| 1964           | Amazing Stories                            | Cele Goldsmith                    | [ 20 ] |
| 1964           | The Magazine of Fantasy & Science Fiction  | Robert P. Mills y Avram Davidson  | [ 20 ] |
| 1964           | Galaxy Science Fiction                     | H. L. Gold                        | [ 20 ] |
| 1964           | Science Fantasy                            | John Carnell                      | [ 20 ] |
| 1965           | Analog Science Fact & Fiction*             | John W. Campbell, Jr.             | [ 21 ] |
| 1965           | The Magazine of Fantasy & Science Fiction  | Robert P. Mills y Avram Davidson  | [ 21 ] |
| 1965           | Galaxy Science Fiction                     | Frederik Pohl                     | [ 21 ] |
| 1965           | If                                         | Frederik Pohl                     | [ 21 ] |
| 1966           | If*                                        | Frederik Pohl                     | [ 22 ] |
| 1966           | Amazing Stories                            | Cele Goldsmith                    | [ 22 ] |
| 1966           | Analog Science Fact & Fiction              | John W. Campbell, Jr.             | [ 22 ] |
| 1966           | The Magazine of Fantasy & Science Fiction  | Robert P. Mills y Avram Davidson  | [ 22 ] |
| 1966           | Galaxy Science Fiction                     | H. L. Gold                        | [ 22 ] |
| 1967           | If*                                        | Frederik Pohl                     | [ 23 ] |
| 1967           | Analog Science Fact & Fiction              | John W. Campbell, Jr.             | [ 23 ] |
| 1967           | Galaxy Science Fiction                     | H. L. Gold                        | [ 23 ] |
| 1967           | New Worlds                                 | Michael Moorcock                  | [ 23 ] |
| 1968           | If*                                        | Frederik Pohl                     | [ 24 ] |
| 1968           | Analog Science Fact & Fiction              | John W. Campbell, Jr.             | [ 24 ] |
| 1968           | The Magazine of Fantasy & Science Fiction  | Edward L. Ferman                  | [ 24 ] |
| 1968           | Galaxy Science Fiction                     | H. L. Gold                        | [ 24 ] |
| 1968           | New Worlds                                 | Michael Moorcock                  | [ 24 ] |
| 1969           | The Magazine of Fantasy & Science Fiction* | Edward L. Ferman                  | [ 25 ] |
| 1969           | Analog Science Fact & Fiction              | John W. Campbell, Jr.             | [ 25 ] |
| 1969           | Galaxy Science Fiction                     | H. L. Gold                        | [ 25 ] |
| 1969           | If                                         | Frederik Pohl                     | [ 25 ] |
| 1969           | New Worlds                                 | Michael Moorcock                  | [ 25 ] |
| 1970           | The Magazine of Fantasy & Science Fiction* | Edward L. Ferman                  | [ 26 ] |
| 1970           | Amazing Stories                            | Cele Goldsmith                    | [ 26 ] |
| 1970           | Analog Science Fact & Fiction              | John W. Campbell, Jr.             | [ 26 ] |
| 1970           | Galaxy Science Fiction                     | Ejler Jakobsson                   | [ 26 ] |
| 1970           | New Worlds                                 | Michael Moorcock                  | [ 26 ] |
| 1971           | The Magazine of Fantasy & Science Fiction* | Edward L. Ferman                  | [ 27 ] |
| 1971           | Amazing Stories                            | Cele Goldsmith                    | [ 27 ] |
| 1971           | Analog Science Fact & Fiction              | John W. Campbell, Jr.             | [ 27 ] |
| 1971           | Galaxy Science Fiction                     | Ejler Jakobsson                   | [ 27 ] |
| 1971           | Visions of Tomorrow                        | Ron Graham                        | [ 27 ] |
| 1972           | The Magazine of Fantasy & Science Fiction* | Edward L. Ferman                  | [ 28 ] |
| 1972           | Amazing Stories                            | Cele Goldsmith                    | [ 28 ] |
| 1972           | Analog Science Fact & Fiction              | John W. Campbell, Jr.             | [ 28 ] |
| 1972           | Fantastic                                  | Cele Goldsmith                    | [ 28 ] |
| 1972           | Galaxy Science Fiction                     | Ejler Jakobsson                   | [ 28 ] |